# VHL
Den Alrussiske Hockey Liga (VHL) (russisk: Всероссийская хоккейная лига (ВХЛ), tr. Vserossijskaja Khokkejnaja Liga (VHL), engelsk: All-Russian Hockey League) er en professionel ishockeyliga, og som blev dannet i 2010. Siden 2024 er vinderne af VHL endvidere blevet kåret som russiske mestre, eftersom Ruslands Ishockeyforbund (FHR) den 1. august 2024 opsagde aftalen med KHL om at afholde mesterskabet og seks dage senere overførte denne rettighed til VHL.
VHL er den næstbedste russiske ishockeyliga og består (pr. sæsonen 2024-25) af 33 klubber hjemmehørende i Rusland, men ligaen har tidligere også haft deltagelse af klubber fra Kasakhstan, Kina og Usbekistan.
I ligaens slutspil spiller 16 hold om Petrov-pokalen. Der er ingen automatisk oprykning til den bedste russiske liga, KHL, og ingen automatisk nedrykning til lavere rækker.

## Historie
Fra etableringen af ligaen i 2010 til 2022 var ligaens navn Højeste Hockey Liga (russisk: Высшая хоккейная лига (ВХЛ), tr. Vyssjaja Khokkejnaja Liga (VHL), engelsk: Supreme Hockey League) med forkortelsen VHL baseret på dens russiske navn. I 2022, på et tidspunkt hvor de kasakhiske og kinesiske hold havde forladt ligaen, og hvor der kun var russiske hold tilbage, skiftede den navn til den Alrussiske Hockey Liga (russisk: Всероссийская хоккейная лига (ВХЛ), tr. Vserossijskaja Khokkejnaja Liga (VHL), engelsk: All-Russian Hockey League), hvilket bl.a. havde den fordel, at man kunne beholde forkortelsen VHL.

## Sæsonformat
En ligasæson er inddelt i to faser: grundspillet og slutspillet.
Grundspillets format har i alle sæsoner på nær i sæsonen 2019-20 været en dobbeltturnering alle-mod-alle, så alle hold i ligaen mødtes to gange (ude og hjemme), hvorefter de 16 bedste hold gik videre til slutspillet om Petrov-pokalen.
På grund af udvidelsen i 2019 til 34 hold kunne man imidlertid ikke opretholde dette grundspilsformat, da det ville give for mange grundspilskampe. Den sæson blev ligaen derfor inddelt i to konferencer med hhv. 18 hold og 16 hold, og hver konference var yderligere inddelt i to divisioner med otte eller ni hold. I grundspillet spillede alle holdene 54 kampe: to kampe mod hvert af de andre hold i dets egen konference, og én kamp mod hvert af holdene fra den anden konference, samt et antal ekstra kampe mod hold fra samme division for at få kampantallet op på 54. Fra hver konference kvalificerede otte hold sig til slutspillet om Petrov-pokalen: de to divisionsvindere samt de seks bedste af de øvrige hold. 
Da alle de ikke-russiske hold i 2020 forlod ligaen, hvilket efterlod 26 russiske hold, vendte ligaen tilbage til det oprindelige grundspilsformat med en dobbeltturnering alle-mod-alle efterfulgt af et slutspil om Petrov-pokalen med 16 hold, hvilket man har bibeholdt, selvom antallet af hold i 2024 igen steg til 33.
Alle slutspilsopgør spilles bedst af syv kampe. I hver runde spiller det højest seedede af de tilbageværende hold mod det lavest seedede tilbageværende hold, osv. I slutspillet afgøres uafgjorte kampe i forlænget spilletid indtil første scorede mål i overtidsperioder på 20 minutter, og antallet af overtidsperioder er ubegrænset.

## Hold
I sæsonen 2024-25 bestod ligaen af 33 hold. 
| AKM | Tula                | FOS Ispalads                               | 3.000 |                            |
| HK Bars | Kazan               | Sport Saraje                               | 3.345 | Ak Bars Kazan              |
| HK Buran | Voronezj            | Sportskompleks Jubilejnyj                  | 3.050 | Severstal Tjerepovets      |
| HK CSK VVS | Samara              | Samara Sportspalads                        | 5.000 |                            |
| HK Dinamo-Altaj | Barnaul             | Titov Arena                                | 4.208 |                            |
| HK Dinamo Sankt Petersborg | Sankt Petersborg    | Sportskompleks Jubilejnyj                  | 7.600 | Dinamo Moskva              |
| HK Dizel | Penza               | Dizel Arena                                | 5.500 | Torpedo Nizjnij Novgorod   |
| Gornjak-UGMK | Verkhnjaja Pysjma   | Isarena UIA Sportsskole Aleksandr Kozitsyn | 1.100 | Avtomobilist Jekaterinburg |
| HK Izjstal | Izjevsk             | Olimpijets                                 | ?     | Neftekhimik Nizjnekamsk    |
| HK Jugra | Khanty-Mansijsk     | Arena Jugra                                | 5.500 |                            |
| HK Junison-Moskva | Moskva              | VTB Arena (lille arena)                    | 336   |                            |
| SK Juzjnyj Ural | Orsk                | Sportspalads Jubilejnyj                    | 4.500 | Metallurg Magnitogorsk     |
| HK Khimik | Voskresensk         | Issportspalads Khimik N.S. Epstein         | 3.229 | Spartak Moskva             |
| HK Kristall | Saratov             | Issportspalads Kristall                    | 5.141 |                            |
| HK Magnitka | Magnitogorsk        | Metallurg Akademi                          | 330   | Metallurg Magnitogorsk     |
| HK Metallurg | Novokuznetsk        | Arena Kuznetskikh Metallurgov              | 7.533 | Sibir Novosibirsk          |
| HK Molot | Perm                | Multisportspalads Molot                    | 6.000 | Lokomotiv Jaroslavl        |
| Neftjanik HK | Almetjevsk          | Sportspalads Jubilejnyj                    | 2.200 | Ak Bars Kazan              |
| HK Norilsk | Norilsk             | Sportskompleks Arktika                     | 2.184 |                            |
| HK Olimpija | Kirovo-Tjepetsk     | Olimp-Arena                                | 1.800 |                            |
| HK Omskije Krylja | Omsk                | Akademija Avangard                         | 1.200 | Avangard Omsk              |
| HK Rjazan-VDV | Rjazan              | Sportspalads Olimpijskij                   | 2.825 | Vitjaz                     |
| HK Rostov | Rostov ved Don      | Ajs Arena                                  | 458   | Sotji                      |
| HK Rubin | Tjumen              | Sportskompleks Sportspalads                | 3.346 |                            |
| SKA-Neva | Sankt Petersborg    | Sportskompleks Hockeyby                    | 1.418 | SKA Sankt Petersborg       |
| HK Sokol | Krasnojarsk         | Platinum Arena                             | 7.000 | Amur Khabarovsk            |
| HK Tambov | Tambov              | Issportplads Kristall                      | 1.500 |                            |
| HK Tjelmet | Tjeljabinsk         | Sportspalads Junost                        | 3.500 | Traktor Tjeljabinsk        |
| HK Tjelny | Naberezjnyje Tjelny | Issportspalads Tjelny                      | 1.500 |                            |
| HK Toros | Neftekamsk          | Neftekamsk Ispalads                        | 2.000 | Salavat Julajev Ufa        |
| HK Torpedo-Gorkij | Nizjnij Novgorod    | KRK Nagornyj                               | 5.500 | Torpedo Nizjnij Novgorod   |
| HK Zauralje | Kurgan              | Issportspalads N.V. Parysjev               | 2.500 | Sibir Novosibirsk          |
| HK Zvezda | Moskva              | CSKA Arena                                 | 2.935 | CSKA Moskva                |
| AKM Bars Buran CSK VVS Dinamo‑Altaj Dinamo Dizel Gornjak‑UGMK Izjstal Jugra Junison Juzjnyj Ural Khimik Kristall Magnitka Metallurg Molot Neftjanik Norilsk Olimpija Omskije Krylja Rjazan‑VDV Rostov Rubin SKA-Neva Sokol Tambov Tjelmet Tjelny Toros Torpedo Zauralje Zvezda |                     |                                            |       |                            |

## Trofæer og priser
Vinderen af slutspillet bliver VHL-mestre og får overrakt Petrov-pokalen.
Silkevejspokalen er trofæet til vinderen af grundspillet.

## Sæsoner
| Sæson   | Slutspil                                             | Slutspil                                             | Slutspil                                             | Grundspil | Grundspil | Grundspil                  | Grundspil |
| Sæson   | Mester (titel nr.)                                   | Finalist                                             | Finaleresultat                                       | Hold      | Kampe     | Vinder                     | Point     |
| ------- | ---------------------------------------------------- | ---------------------------------------------------- | ---------------------------------------------------- | --------- | --------- | -------------------------- | --------- |
| 2010-11 | HK Rubin (1)                                         | Neftjanik HK                                         | 4−0 i kampe                                          | 20        | 50        | HK Rubin                   | 124       |
| 2011-12 | HK Toros (1)                                         | HK Rubin                                             | 4−1 i kampe                                          | 23        | 53        | HK Rubin                   | 121       |
| 2012-13 | HK Toros (2)                                         | HK Saryarka                                          | 4−3 i kampe                                          | 27        | 52        | HK Saryarka                | 115       |
| 2013-14 | HK Saryarka (1)                                      | HK Rubin                                             | 4−2 i kampe                                          | 26        | 50        | HK Toros                   | 100       |
| 2014-15 | HK Toros (3)                                         | HK Izjstal                                           | 4−2 i kampe                                          | 24        | 52        | HK Saryarka                | 110       |
| 2015-16 | Neftjanik HK (1)                                     | HK Izjstal                                           | 4−1 i kampe                                          | 26        | 49        | THK Tver                   | 103       |
| 2016-17 | HK Dinamo Balasjikha (1)                             | HK Torpedo Ust-Kamenogorsk                           | 4−0 i kampe                                          | 26        | 50        | HK Torpedo Ust-Kamenogorsk | 109       |
| 2017-18 | HK Dinamo Sankt Petersborg (1)                       | SKA-Neva                                             | 4−2 i kampe                                          | 27        | 52        | HK Dinamo Sankt Petersborg | 126       |
| 2018-19 | HK Saryarka (2)                                      | HK Rubin                                             | 4−1 i kampe                                          | 29        | 56        | SKA-Neva                   | 90        |
| 2019-20 | Slutspil ikke færdigspillet pga. COVID-19-pandemien. | Slutspil ikke færdigspillet pga. COVID-19-pandemien. | Slutspil ikke færdigspillet pga. COVID-19-pandemien. | 34        | 54        | HK Zvezda                  | 89        |
| 2020-21 | HK Jugra (1)                                         | HK Metallurg Novokuznetsk                            | 4−1 i kampe                                          | 26        | 50        | HK Jugra                   | 84        |
| 2021-22 | HK Rubin (2)                                         | HK Dinamo Sankt Petersborg                           | 4−1 i kampe                                          | 27        | 52        | HK Jugra                   | 85        |
| 2022-23 | HK Khimik (1)                                        | HK Sokol                                             | 4−0 i kampe                                          | 26        | 50        | HK Jugra                   | 78        |
| 2023-24 | Neftjanik HK (2)                                     | AKM                                                  | 4−0 i kampe                                          | 29        | 56        | HK Molot                   | 84        |
| 2024-25 | HK Torpedo-Gorkij (1)                                | HK Khimik                                            | 4−2 i kampe                                          | 33        | 64        | HK Metallurg Novokuznetsk  | 94        |

## Udendørskampe
Hver sæson bliver der afviklet en udendørskamp under navnet "Russisk klassiker", der fungerer som ligaens største grundspilskamp. Kampen bliver typisk spillet på et fodboldstadion eller lignende, hvor der etableres en midlertidig ishockeybane. Kampen bliver som regel dømt af erfarne dommere, der er i gang med deres sidste sæson i ligaen, inden de falder for aldersgrænsen, og som dermed hædres for deres karriere.
Den første kamp blev spillet den 17. februar 2012 i Krasnojarsk, hvor rekordmange tilskuere – 16.100 – trodsede mere end 20 graders frost for at overvære det lokale hold, HK Sokol, tabe til Lokomotiv Jaroslavl, der ellers spillede i KHL, men som efter flystyrtet i Jaroslavl i 2011, der dræbte det meste af holdet, fik lov at spille med i VHL i anden halvdel af sæsonen. Hermed startede også traditionen med, at det er udeholdet, der oftest vinder "Russisk klassiker".
I sæsonen sæsonen 2013-14 blev kampen nær aflyst, da der mod al forventning var tøvejr i Tjeljabinsk midt i januar op til kampen. I sidste øjeblik overtog frosten imidlertid, og kampen blev afviklet i 20 graders frost. På isen vandt Lada Toljatti over værterne Tjelmet Tjeljabinsk.
Den tredje udgave af "Russisk klassiker" i 2015 var dedikeret til fejringen af 70-årsjubilæet for anden verdenskrig, bl.a. ved tilstedeværelsen af en bevaret sovjetisk T-34-kampvogn, der ved egen kraft kørte fra det nærliggende museum og tilbage igen. Spillerne og dommerne bar kampvognshjelme fra anden verdenskrig under træning og opvarmning, og der blev spillet musik fra den tid under begivenheden. Kampen blev afviklet i Sputnik Stadion i Nizjnij Tagil, hvor SK Juzjnyj Ural besejrede værterne Sputnik Nizjnij Tagil med 4-0. Temperaturen ved kampstart var −9 grader.
I 2016 havde "Russisk klassiker" i Tver fornemt besøg af rekordmestrene fra CSKA Moskva anført af Aleksandr Radulov og Sergej Fedorov, der i dagens anledning forlod sin normalt rolle som træner i udskiftningsboksen, og klædte om til spillertøj, som spillede opvarmningskamp mod en hold bestående af gamle spillere fra THK Tver, hvis kaptajn var intet mindre end Ilja Kovaltjuk. I hovedkampen måtte man for første gang ty til forlænget spilletid, inden Buran Voronezj afgjorde kampen mod THK Tver.
Hovedstadsregionen var for første gang vært for "Russisk klassiker" i 2017, hvor Dinamo Balasjikha havde valgt Park Legend i Moskva som spillested. For femte gang i træk vandt udeholdet, idet Khimik Voskresensk kunne rejse hjem med en sejr på 3-1.
Der var to udendørskampe i 2018, dog i hver sin VHL-sæson. Den 28. januar 2018 i Kurgan vandt Rubin Tjumen den udgave af "Russisk klassiker", der tilhørte 2017-18-sæsonen, med en sejr på 4-0 over Zauralje Kurgan. Kort før nytår samme år blev hjemmeholdets forbandelse brudt, da Neftjanik Almetjevsk blev de første værter, der vandt en udendørskamp i VHL, da holdet slog Toros Neftekamsk med 3-2 efter straffeslagskonkurrence.
Den ottende "Russiske klassiker" blev afviklet den 22. december 2019 i Tjumen, hvor Zauralje Kurgan fik revanche for nederlaget året før til Rubin Tjumen, med en sejr på 4-2.
"Russisk klassiker" holdt pause under COVID-19-pandemien men vendte tilbage den 4. november 2023, hvor Jugra Khanty-Mansijsk tog imod AKM i den niende udgave af begivenheden. Optakten til kampen bød på blandet vejr med bl.a. regn og sne, men op til kampstart artede vejret sig med -4 grader og let snefald. For blot anden gang i historien sejrede hjemmeholdet, idet Jugra sendte AKM hjem til Tula med et 3-0-nederlag. I 2024 blev Rubin Tjumen den første klub, der deltog i Russisk Klassiker for tredje gang, og den første klub med to sejre ved begivenheden, da den besejrede AKM med 1-0 på udebane og dermed påførte Tula-klubben sit andet udendørs nederlag i træk.
| Sæson   | Dato              | Kl.   | Spillested             | By              | Hjemmehold            | Udehold             | Res. | Perioder      | OT  | GWS | Tilsk. | Ref.        |
| ------- | ----------------- | ----- | ---------------------- | --------------- | --------------------- | ------------------- | ---- | ------------- | --- | --- | ------ | ----------- |
| 2011-12 | 17. februar 2012  | 15:00 |                        | Krasnojarsk     | Sokol Krasnojarsk     | Lokomotiv Jaroslavl | 2−3  | 0-1, 0-2, 2-0 |     |     | 16.100 | Kamprapport |
| 2013-14 | 19. januar 2014   | 11:00 |                        | Tjeljabinsk     | Tjelmet Tjeljabinsk   | Lada Toljatti       | 2−5  | 1-1, 0-1, 0-3 |     |     | 9.200  | Kamprapport |
| 2014-15 | 14. februar 2015  | 11:00 | Sputnik Stadion        | Nizjnij Tagil   | Sputnik Nizjnij Tagil | Juzjnyj Ural Orsk   | 0−4  | 0-1, 0-1, 0-2 |     |     | 8.350  | Kamprapport |
| 2015-16 | 7. februar 2016   | 13:00 | Khimik Stadion         | Tver            | THK Tver              | Buran Voronezj      | 1−2  | 0-0, 1-0, 0-1 | 0-1 |     | 6.350  | Kamprapport |
| 2016-17 | 14. januar 2017   | 12:00 | Park Legend            | Moskva          | Dinamo Balasjikha     | Khimik Voskresensk  | 1−3  | 0-0, 0-1, 1-2 |     |     | 500    | Kamprapport |
| 2017-18 | 28. januar 2018   | 10:30 |                        | Kurgan          | Zauralje Kurgan       | Rubin Tjumen        | 0−4  | 0-1, 0-1, 0-2 |     |     | 3.400  | Kamprapport |
| 2018-19 | 29. december 2018 | 16:30 |                        | Almetjevsk      | Neftjanik Almetjevsk  | Toros Neftekamsk    | 3−2  | 0-1, 1-1, 1-0 | 0-0 | 1-0 | 5.214  | Kamprapport |
| 2019-20 | 22. december 2019 | 10:00 | Geolog Stadion         | Tjumen          | Rubin Tjumen          | Zauralje Kurgan     | 2−4  | 0-2, 1-0, 1-2 |     |     | 4.112  | Kamprapport |
| 2023-24 | 4. november 2023  | 11:00 | Stadion Jugra-Atletiks | Khanty-Mansijsk | Jugra Khanty-Mansijsk | AKM Tula            | 3−0  | 1-0, 2-0, 0-0 |     |     | 4.810  | Kamprapport |
| 2024-25 | 21. december 2024 | 13:30 | Stadion Arsenal        | Tula            | AKM Tula              | Rubin Tjumen        | 0−1  | 0-0, 0-1, 0-0 |     |     | 4.933  | Kamprapport |